# Round Corner, New South Wales
Round Corner este o suburbie în Dural, New South Wales, Sydney, Australia.